# ヒット焼き
ヒット焼き（ひっとやき）は、愛媛県新居浜市の名物であり、今川焼きの一種。餡を今川焼き同様の小麦粉主体の生地二枚で挟んだ和菓子である。

## 由来
「ヒット焼き」の名称は1956年（昭和31年）に新居浜市営球場のそばに食堂を開業した際に、店主が野球場のそばにちなみ、「野球では一発逆転のホームランよりも確実なヒットを狙うのが重要。この商品もヒットして長く愛されて欲しい。」ということでヒット焼きが誕生した。。
現在では、新居浜市民ならば誰でも知っていると言われるほど、ポピュラーな新居浜市の名物である。